# St.-Andrä-Platz

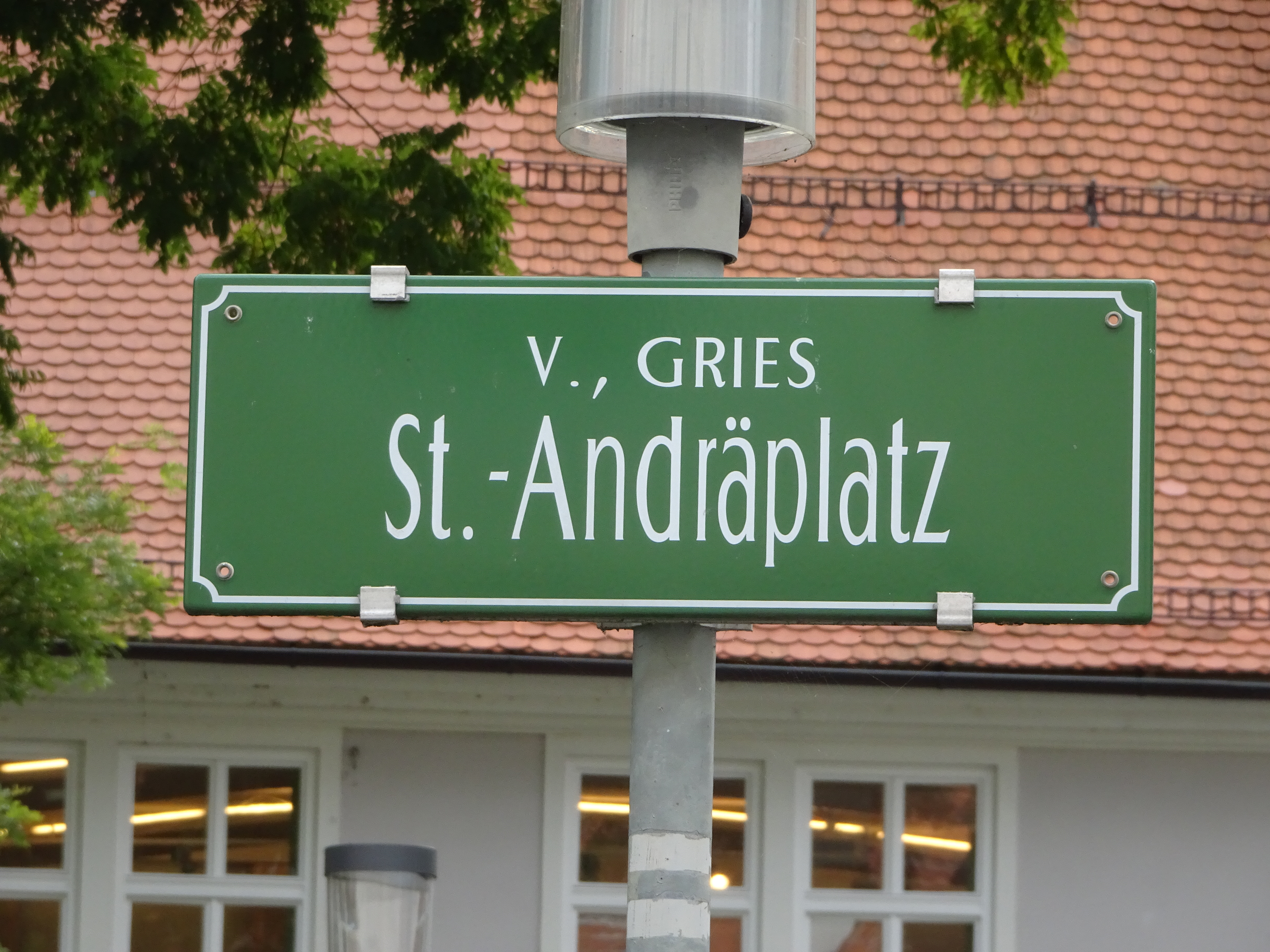

Der St.-Andräplatz ist ein Platz im fünften Grazer Stadtbezirk Gries. Von ihm zweigt die Dominikanergasse, die Dreihackengasse, die Grenadiergasse und die Belgiergasse ab. Weiters befindet sich die Kirche St. Andrä am Platz.

## Geschichte und Entwicklung
Der Kirchenweiler um die  St. Andräkirche  gilt als einer der ältesten und wichtigsten Teile der mittelalterlichen Murvorstadt.  Der heutige St. Andräplatz befindet sich auf dem ehemaligen Friedhofsgelände der St.-Andräkirche. Der Dominikanerfriedhof  wurde erst  im Jahr 1807 aus hygienischen Gründen von Kaiser Joseph II. endgültig geschlossen und gab somit die Fläche frei, die heute der St.-Andräplatz einnimmt. Daraus lässt sich schließen, dass der Andrämarkt sowie die ehemalige Straßgangerstrasse, die ihren Ausgang im Bereich der St.-Andräkirche hatte  nicht am heutigen St.-Andräplatz verortet werden können. Zu Beginn des 18. Jahrhunderts verstärkte sich unter Kaiser Joseph II. die militärische Präsenz in Graz, vor allem im Bereich um die St.-Andräkirche. Das nebenanliegende Dominikanerkloster wurde im Jahr 1808 zur „kleinen Dominikanerkaserne“; das lässt die Annahme zu, dass der ehemalige Friedhof als Exerzierplatz genutzt wurde.

## Namensgebung
Der Antrag auf  (Um-)Benennung des  St.-Andräplatzes wurde  am  14. April 2011 in einer Sitzung des  Grazer Gemeinderates mit Mehrheit angenommen.